# Pierre George
Pierre George (Paris, 11 outubro de 1909, Châtenay-Malabry, 11 de setembro de 2006) foi um geógrafo francês que ao longo de seis décadas publicou ativamente sobre diversas temáticas e áreas da geografia (população, agrária, urbana, indústria, agricultura, economia, método entre outros). Com interesse na geografia da URSS, além de outras populações mundiais.

## Biografia
Era licenciado em história e geografia (recebido em primeiro lugar), doutor em Artes (geografia), bacharel em Ciência. Peter George estudou na academia militar de La Flèche (1930-1935), a faculdade de Montpellier (1935 - 1936), então a escolas Carlos Magno (1936-1941) e Lakanal (1941-1946). Tendo sido professor na Universidade de Lille (1946-1948), em seguida, na Sorbonne (1948-1953); foi professor na Sorbonne (Geografia Humana) de 1953 a 1977. Ele é um membro da União Geográfica Internacional desde 1930. Enquanto isso, dirigiu o Instituto de Demografia da Universidade de Paris (1973-1977) e foi professor do Instituto de Estudos Políticos (1946-1978). Membro do comitê técnico do Instituto Nacional de Estudos Demográficos 1945-1975, tornou-se membro do seu Conselho Consultivo Científico (1970-1985) e membro do seu Conselho de Administração desde 1975. Peter George também lecionou no exterior: Tunis (1961, 1963, 1964), Salvador (Brasil) (1962), Buenos Aires e La Plata (1965, 1969), Valparaiso (1966), Montreal (1967), São Paulo (1968), Ottawa (1973, 1975), Toronto (1975), Caracas (1977), México (1978, 1980, 1982, 1984).

## Publicações
- 1935 - La Région du Bas-Rhône, étude de géographie régionale (tese).
- 1935 - Trois rivières de Bocage (colaboração).
- 1936 - La Forêt de Bercé (tese complementar).
- 1938 - Études géographiques sur le Bas-Languedoc.
- 1938 - Géographie économique et sociale de la France.
- 1941 - Les Pays de la Saône et du Rhône. PUF, 216 pages.
- 1942 - Géographie des Alpes.
- 1945 - Géographie sociale du monde.
- 1945 - L'Économie de l'URSS, « Que sais-je? ».
- 1946 - L'Économie des États-Unis.
- 1946 - Géographie agricole du monde.
- 1946 - Les Régions polaires.
- 1947 - Le Problème allemand en Tchécoslovaquie.
- 1947 - Géographie industrielle du monde.
- 1947 - L'URSS.
- 1947 - Problèmes de la paix (colaboração).
- 1949 - L'Économie de l'Europe centrale, slave et danubienne.
- 1950 - Géographie de l'énergie.
- 1951 - Introduction à l'étude géographique de la population du monde.
- 1952 - La Ville, le fait urbain à travers le monde.
- 1952 - Les Grands Marchés du monde.
- 1954 - L'Europe centrale, 2 volumes (colaboração).
- 1956 - La Campagne. Le fait rural à travers le monde.
- 1956 - Précis de géographie économique.
- 1959 - Questions de géographie de la population.
- 1959 - La Région parisienne (colaboração).
- 1961 - Précis de géographie urbaine.
- 1963 - Géographie de la consommation.
- 1963 - Géographie de l'URSS, « Que sais-je? ».
- 1963 - Précis de géographie rurale.
- 1963 - Panorama du monde actuel.
- 1964 - Géographie active (en collaboration avec Raymond Guglielmo, Bernard Kayser & Yves Lacoste).
- 1964 - L'Europe des marchands et des navigateurs (colaboração).
- 1965 - Géographie de la population.
- 1965 - Géographie de l'Italie.
- 1966 - Sociologie et géographie.
- 1967 - La France.
- 1967 - Belgique, Pays-Bas, Luxembourg (colaboração).
- 1967 - Les Républiques socialistes d'Europe centrale (colaboração).
- 1968 - L'Action humaine.
- 1969 - Population et peuplement.
- 1970 - Les Méthodes de la géographie.
- 1970 - Dictionnaire de la géographie (colaboração).
- 1971 - Géographie des États-Unis.
- 1971 - L'Environnement.
- 1973 - Géographie de l'électricité.
- 1974 - L'Ère des techniques: constructions ou destructions?.
- 1976 - Les Migrations internationales de populations.
- 1978 - Les Populations actives: essai sur la géographie du travail.
- 1979 - Le Québec.
- 1980 - Société en mutation.
- 1981 - Géographie des inégalités.
- 1982 - Fin de siècle en Occident; déclin ou métamorphose?.
- 1984 - Géopolitique des minorités.
- 1986 - La géographie du Canada.
- 1986 - L'Immigration en France.
- 1989 - La Terre et les hommes, atelier des géographes.
- 1989 - Avignon, une ville du passé et du présent.
- 1990 - Le Métier de géographe: un demi-siècle de géographie.
- 1992 - La Géographie à la poursuite de l'histoire.
- 1994 - Chronique géographique du Predefinição:S-.
- 1995 - Le Temps des collines ISBN 2710306700.